# Cellula staminale embrionale

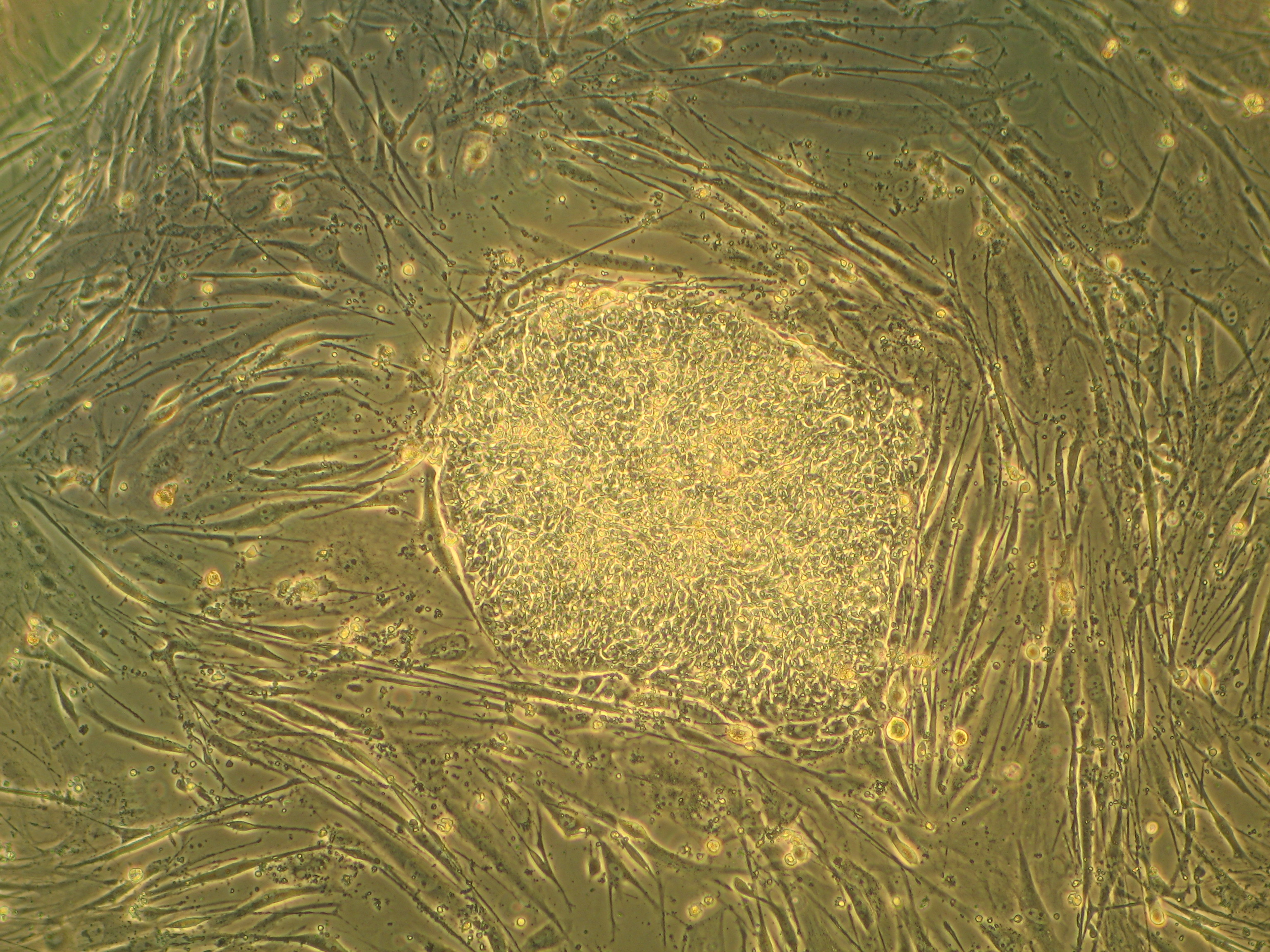
Al centro cellule staminali embrionali umane circondate da fibroblasti murini

La cellula staminale embrionale è un tipo di cellula, caratteristica dello sviluppo dell'embrione di una settimana. Essa è ancora non differenziata, e quindi ancora dotata della potenzialità di dare origine a ogni tipo istologico presente nell'organismo di cui fa parte. Questa caratteristica viene espressa in termini di pluripotenza. La differenza tra una cellula staminale totipotente ed una pluripotente, è che la prima può dare origine a tutte le linee cellulari con un processo mitotico e anche ai tessuti extraembrionali, mentre la seconda con un processo meiotico può differenziarsi nei tre foglietti embrionali (ectoderma, mesoderma ed endoderma) senza però coinvolgere i tessuti extraembrionali.
Le uniche cellule staminali totipotenti sono i blastomeri, derivanti dalle prime divisioni dello zigote (i blastomeri sono totipotenti solo prima dell’attivazione del genoma embrionale, subito dopo sono pluripotenti). I blastomeri, tuttavia, non possono essere definiti staminali a tutti gli effetti in quanto una delle principali caratteristiche delle cellule staminali è l'autorinnovamento, ossia la capacità di generare, mediante divisione asimmetrica, una cellula staminale ed una cellula che andrà incontro a differenziamento.
Lo zigote, ovvero la prima cellula che darà origine all'embrione e alle strutture per il suo sviluppo, può essere considerata la prima cellula staminale embrionale. Le cellule staminali embrionali sono usate per vari scopi in biologia; uno di questi è la realizzazione di organismi geneticamente modificati, importantissimi soprattutto in ambito medico, per la comprensione di molte patologie di origine genetica. L'alta capacità di proliferazione, anche mediante la coltivazione in vitro e la possibilità di dare origine a qualsiasi tessuto o organo rende le cellule staminali embrionali particolarmente adatte all'uso terapeutico.
Nell'agosto 2022, Nature pubblica la prima ricerca dalla quale risulta la produzione di un embrione di topo sintetico a partire da una combinazione di cellule staminali embrionali che, facendo dialogare le cellule tra loro, hanno dato luogo a uno sviluppo di 8.5 giorni e alla formazione di vari organi ("alcune regioni del cervello, il tubo neurale che dà origine al sistema nervoso, una struttura simile a un cuore in grado di battere e un'altra simile all'intestino").

## Proprietà
Tra le proprietà più importanti delle cellule staminali embrionali vi sono, oltre alla capacità di differenziarsi in ogni tipo cellulare dell'organismo, il fatto di avere un normale cariotipo, la capacità di mantenere un'elevata attività telomerasica e di avere un notevole potenziale proliferativo a lungo termine.

### Pluripotenza
La pluripotenza delle cellule ES della massa cellulare interna permette loro di differenziarsi, durante la gastrulazione, in tutti i derivati dei tre foglietti germinali primari: ectoderma, endoderma e mesoderma, che includono in totale più di 220 tipi cellulari nell'adulto. Al contrario delle cellule ES, le cellule staminali adulte sono multipotenti e possono quindi genereare solo un numero limitato di tipi cellulari. Se il potenziale di differenziazione pluripotente delle cellule ES potesse essere indotto e controllato in vitro, saremmo virtualmente in grado di ottenere qualsiasi tipo cellulare o tessuto desiderato. Ciò porterebbe a nuove possibilità di trattamento di tessuti danneggiati da un'ampia varietà di fattori tra cui età, patologie o traumi.
Uno studio condotto sui topi ha mostrato che, nutrendo le cellule con galattosio anziché col normale glucosio, il metabolismo era alterato e riprogrammare le staminali, riportandole a una fase di sviluppo precedente caratterizzata da migliori capacità di differenziazione in altri tipi di cellule. Esse rimangono più in forma e in salute nel tempo rispetto alle cellule staminali in condizioni di coltura standard.

### Propagazione
In determinate condizioni le cellule ES sono capaci di autopropagarsi indefinitamente rimanendo in uno stato indifferenziato e hanno la capacità, quando ricevono determinati segnali, di differenziarsi in quasi tutti fenotipi cellulari maturi, presumibilmente passando attraverso cellule precursori. Queste caratteristiche di propagazione permettono alle cellule staminali embrionali di essere impiegate nella ricerca e nella medicina rigenerativa.

## Applicazioni
Per via delle loro caratteristiche, è stato proposto l'impiego delle cellule ES nell'ambito della medicina rigenerativa e nella sostituzione di tessuti compromessi da lesioni o patologie come malattie genetiche del sangue e del sistema immunitario, tumori, diabete giovanile, Parkinson, cecità e lesioni del midollo spinale. Tuttavia, oltre ai problemi etici legati all'utilizzo di cellule staminali, esistono anche dei problemi tecnici di incompatibilità tra donatore e ricevente di cellule staminali che possono portare a complicazioni come la malattia del trapianto contro l'ospite. Questi problemi associati all'istocompatibilità possono comunque essere superati utilizzando cellule staminali adulte del paziente stesso o tramite la clonazione terapeutica.
La clonazione terapeutica eseguita con il metodo detto somatic cell nuclear transfer (SCNT) può essere vantaggiosa per prevenire patologie da mutazione del DNA mitocondriale. Le cellule ES possono essere utilizzate anche nello studio dello sviluppo embrionale, delle patologie genetiche e per costruire sistemi in vitro negli studi di tossicità.

### Potenziali applicazioni cliniche
Come citato in un articolo apparso nel 2002 su Proceedings of the National Academy of Sciences of the United States of America, “Le cellule staminali embrionali umane hanno la capacità di differenziarsi in vari tipi cellulari e possono quindi rappresentare un'utile fonte di cellule per trapianti o ingegneria tissutale”.
L'attuale ricerca pone l'attenzione sul differenziamento delle cellule ES in vari tipi cellulari da utilizzare in diverse terapie di sostituzione di tessuti (CRTs). Tra i tipi cellulari in corso di sviluppo vi sono cardiomiociti, neuroni, epatociti, cellule del midollo osseo, cellule delle isole di Langerhans e cellule endoteliali. La derivazione di questi tipi cellulari dalle ES non è tuttavia priva di ostacoli e per questo motivo la ricerca attuale è indirizzata proprio al superamento di queste barriere. Ad esempio, sono in corso studi per differenziare le ES in cardiomiociti tessuto-specifici del tutto identici a cardiomiociti adulti.
Oltre alla loro futura potenzialità come alternativa ai trapianti d'organo, le ES sono utilizzate anche nel campo della tossicologia e come “schermi cellulari” per scoprire nuove molecole (NCEs) che possono essere sviluppate come farmaci a basso peso molecolare. Gli studi sulle cellule staminali hanno mostrato che i cardiomiociti derivati dalle ES sono ottimi modelli in vitro per testare la risposta ai farmaci e prevedere i profili di tossicità. Gli epatociti derivati dalle ES si sono rivelati utili modelli per le fasi pre-cliniche della ricerca su nuovi farmaci, anche se lo sviluppo di epatociti dalle ES si è mostrata alquanto difficoltosa e ciò ostacola le possibilità di testare il metabolismo dei farmaci. 
I ricercatori hanno inoltre differenziato le ES in cellule produttrici di dopamina con la speranza di utilizzarle nel trattamento della sindrome di Parkinson. Recentemente è stato raccomandato lo sviluppo di ESC mediante Somatic Cell Nuclear Transfer (SCNT) delle cellule olfattive di rivestimento in un oocita sano. Lo stesso gruppo di ricercatori (Baig et al,) ha anche sostenuto l'uso delle cellule olfattive di rivestimento per malattie demielinizzanti come la Sclerosi Multipla. Le Es sono state anche differenziate in cellule Natural Killer (NK) e in tessuto osseo.

### Cellule staminali embrionali come modello di malattie genetiche
Molti nuovi studi sono stati indirizzati a questa possibilità, sia tramite manipolazione genetica delle cellula, sia derivando le linee cellulari malate identificate mediante diagnosi genetica prenatale (PGD). Questo approccio può rivelarsi molto prezioso nello studiare malattie quali la sindrome dell'X fragile, la fibrosi cistica e altre malattie genetiche che non hanno un sistema modello affidabile. Yuri Verlinsky, un ricercatore russo-americano specializzato in embriologia e genetica cellulare (citologia genetica), ha sviluppato tecniche di diagnosi prenatale per diagnosticare malattie genetiche e cromosomiche un mese e mezzo prima dell'amniocentesi standard. Queste tecniche sono attualmente usate su molte donne in gravidanza e futuri genitori, soprattutto su quelle coppie con anomalie genetiche già note o quando la donna ha un'età superiore ai 35 anni, età in cui il rischio di disturbi genetici per il feto è più alto. Inoltre, permettendo ai genitori di selezionare un embrione senza malattie genetiche, c'è la possibilità di salvare le vite dei fratelli o sorelle con simili disturbi e malattie usando cellule dalla progenie sana.
I ricercatori hanno scoperto una nuova tecnica per far derivare cellule staminali embrionali umane (ESC) da differenti fonti di materiale embrionale compresi morula e blastocisti interi. Queste risultati permettono ai ricercatori di generare linee di cellule ES da embrioni che acquisiscono diverse anomalie genetiche, permettendo quindi di scoprire meccanismi a livello molecolare che possono essere eventualmente bloccati arrestando la progressione della malattia. Le linee di cellule ES provenienti da embrioni con anomalie genetiche e cromosomiche sono quindi in grado di fornire molti dati per la comprensione dei percorsi dei difetti genetici.

## Rischi legati all'uso delle cellule staminali embrionali
Il principale rischio nei trapianti delle ESC è la loro capacità di dare origine a tumori, incluso il teratoma. Una possibile strategia per aumentare la sicurezza nelle applicazioni cliniche delle ESC è differenziare le ESC in specifici tipi cellulari (neuroni, cellule muscolari, cellule epatiche) che hanno ridotto o perso la loro capacità di formare tumori. Le ESC sono destinate ad essere più sicure delle IPS cells (induced pluripotent stem cell) perché non vengono modificate geneticamente con geni come c-Myc che sono collegati al cancro. Ciononostante, le ESC esprimono alti livelli di geni induttori per le IPSC e questi, tra cui il gene Myc ,sono essenziali per l'autorinnovamento e la pluripotenza delle ESC, e potenziali strategie che aumentano la sicurezza eliminando l'espressione di Myc per preservare la staminalità delle stesse. L'isolamento di cellule staminali da embrioni suscita accesi dibattiti di natura bioetica, in quanto provoca la distruzione dell'embrione stesso.